# Brigitte Geller
Brigitte Geller (* 1965 oder 1966 in der Schweiz) ist eine Schweizer Flötistin, Opernsängerin (Sopran) und Hochschullehrerin. Sie lehrt als Professorin an der Hochschule für Musik Nürnberg.

## Leben
Brigitte Geller wurde in der Schweiz geboren und wuchs dort auf. Sie hat einen Bruder, der als Saxophonist tätig ist und mit dem sie gelegentlich auftritt.
An der Musikhochschule Basel studierte sie Flöte und Gesang. In dieser Zeit wurde sie zweimal durch das Migros-Stipendium im Bereich Gesang gefördert. Das Flötenstudium schloss sie mit Lehrdiplom, Konzertreife- und Orchesterdiplom, das Gesangsstudium mit dem Lehr- und Solistendiplom ab. Im Anschluss daran ging sie ans Theater Heidelberg. Von 1997 bis 2019 war Geller Ensemble-Mitglied an der Komischen Oper Berlin.
Zwischendurch musizierte sie auch in Österreich, Grossbritannien, Frankreich, Italien, Griechenland und zuletzt auch in China. Nach zahlreichen Partien, die ihrem lyrischen Sopran entsprachen, wandte sie sich später dem dramatischen Fach zu. Im Jahr 2012 wurde sie zur Kammersängerin ernannt.
Neben ihren längeren Engagements gastiert Geller auch in unterschiedlichen europäischen Städten, so bei verschiedenen Festspielen u. a. MDR-Musiksommer, Rheingau Musik Festival und den Dresdner Musikfestspielen.
Als Lehrbeauftragte ist sie seit 2012 an der Berliner Universität der Künste im Haupt- und Nebenfach Gesang tätig. Mit ihren Studenten veranstaltete sie kleinere Opernprojekte. Sie unterrichtete auch Meisterklassen an der Musikhochschule in Luzern und hielt Workshops ab. Seit 2020 leitet Geller den Studienbereich Gesang an der Hochschule für Musik in Nürnberg und ist auf Schloss Zell Dozentin in den „Austrian Masterclasses“. Mit ihrem Mann hat sie einen Sohn.

## Opern (Auswahl)
- Richard Strauss: Die Frau ohne Schatten Kaiserin – Landestheater Linz
- Richard Strauss: Elektra (Strauss) Chrysothemis – Landestheater Linz
- Luigi Cherubini: Médée (Cherubini) Médée – Landestheater Linz
- Richard Strauss: Der Rosenkavalier Sophie – Theater Heidelberg
- Carl Maria von Weber: Der Freischütz Ännchen – Komische Oper Berlin
- Giuseppe Verdi: Rigoletto Gilda – Salzburger Landestheater